# نظام دفع التجارة الإلكترونية

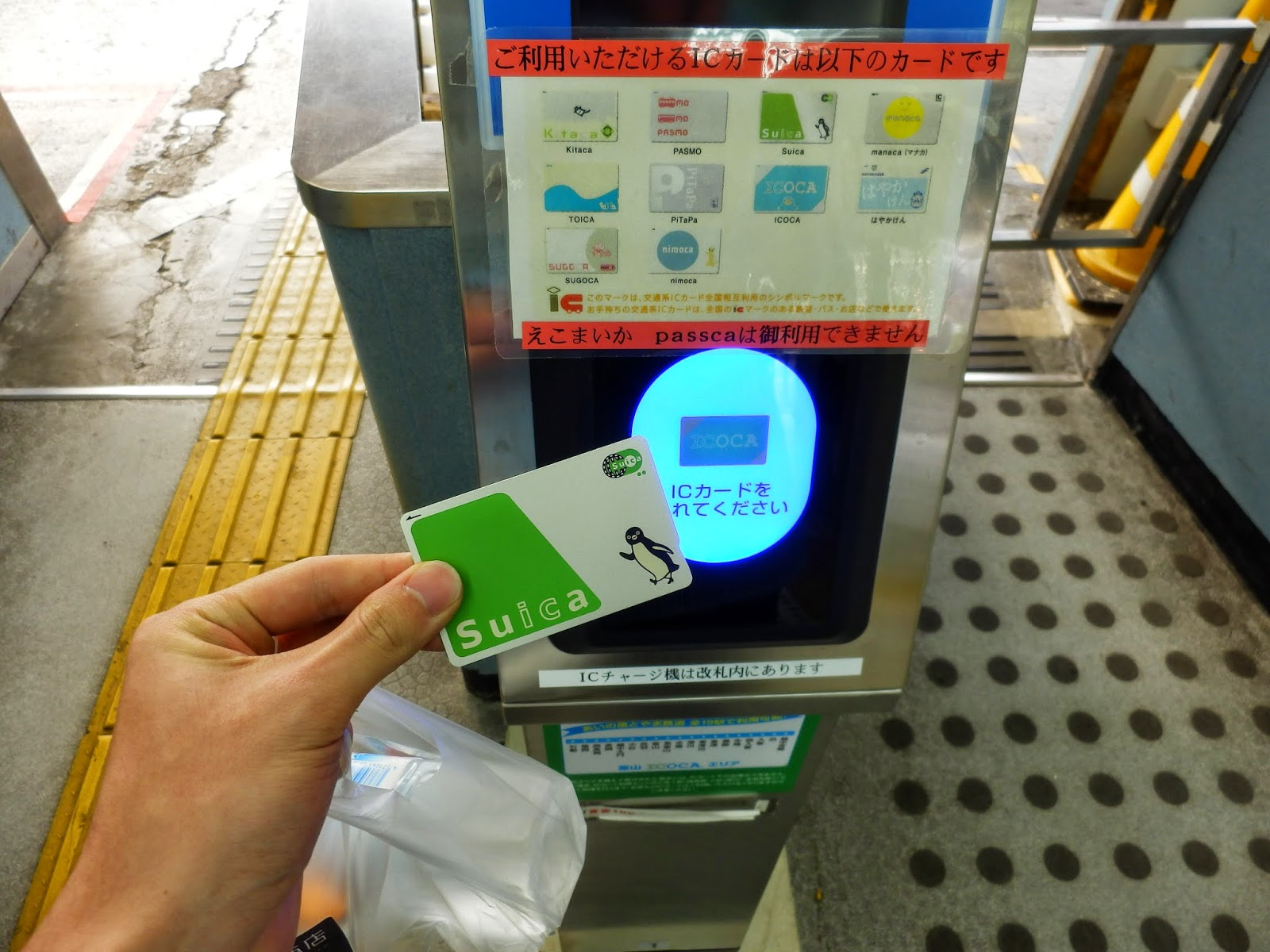
مثال عن الدفع الإلكتروني

يسهل نظام دفع التجارة الإلكترونية (أو نظام الدفع الإلكتروني ) قبول الدفع الإلكتروني للمعاملات عبر الإنترنت. تحظى أنظمة دفع التجارة الإلكترونية والتي تُعرف أيضًا باسم المكون الفرعي لـ نظام تبادل البيانات الكترونيا (EDI) بشعبية متزايدة بسبب الاستخدام الواسع للتسوق والتسوق عبر الإنترنت.
تظل بطاقات الائتمان أكثر طرق الدفع شيوعًا لمعاملات التجارة الإلكترونية. اعتبارًا من عام 2008 ، أجريت حوالي 90٪ من معاملات البيع بالتجزئة عبر الإنترنت في أمريكا الشمالية باستخدام هذا النوع من الدفع. من الصعب على بائع التجزئة عبر الإنترنت العمل دون دعم بطاقات الائتمان والخصم بسبب استخدامها على نطاق واسع. يجب أن يلتزم التجار عبر الإنترنت بالقواعد الصارمة المنصوص عليها من مُصدري بطاقات الائتمان والخصم (على سبيل المثال فيزا وماستركارد ) وفقًا للنظام المصرفي والنظام المالي في البلدان التي تدير فيها خدمة الخصم / الائتمان أعمالًا. [بحاجة لمصدر أفضل]
بالنسبة إلى الغالبية العظمى من أنظمة الدفع التي يمكن الوصول إليها على الإنترنت العام، فإن المصادقة الأساسية (للمؤسسة المالية على الطرف المتلقي) وسلامة البيانات وسرية المعلومات الإلكترونية التي يتم تبادلها عبر الشبكة العامة تتضمن الحصول على شهادة من سلطة تصديق معتمدة ( CA) الذي يوفر البنية التحتية للمفتاح العام (PKI). حتى مع وجود بروتوكول أمان طبقة النقل (TLS) لحماية جزء من المعاملة التي تتم عبر الشبكات العامة - خاصة مع أنظمة الدفع - يجب ترميز الموقع الذي يواجه العميل نفسه بعناية فائقة، حتى لا تتسرب بيانات الاعتماد ويتعرض العملاء لخطر سرقة الهوية .
على الرغم من الاستخدام الواسع النطاق في أمريكا الشمالية، لا يزال هناك العديد من البلدان مثل الصين والهند التي تواجه بعض المشاكل التي يجب التغلب عليها فيما يتعلق بأمان بطاقات الائتمان. تشمل الإجراءات الأمنية المتزايدة استخدام رقم التحقق من البطاقة (CVN) الذي يكشف الاحتيال عن طريق مقارنة رقم التحقق المطبوع على شريط التوقيع على ظهر البطاقة مع المعلومات الموجودة في الملف مع البنك المصدر لحامل البطاقة.
هناك شركات متخصصة في المعاملات المالية عبر الإنترنت، مثل سترايب لمعالجة بطاقات الائتمان، و سمارت باي للمدفوعات المصرفية المباشرة عبر الإنترنت، و باي بال لطرق الدفع البديلة عند الدفع. يسمح العديد من الوسطاء للمستهلكين بإنشاء حساب بسرعة، وتحويل الأموال بين حساباتهم عبر الإنترنت والحسابات المصرفية التقليدية، عادةً عبر معاملات غرفة المقاصة الآلية (ACH).
ساهمت السرعة والبساطة الذين يمكن بهما استخدام حسابات الوساطة الإلكترونية على استخدامها على انتشارها واستخدامها الواسع، على الرغم من مخاطر السرقة والإساءة والعملية الشاقة عادةً عند الحاجة للدعم الفني عندما تسوء الأمور. يوفر تفاوت المعلومات الملازمة للمؤسسات المالية الكبيرة التي تحافظ على حماية المعلومات للمستخدم النهائي نظرة قليلة إلى النظام عندما يسيء معاملة النظام للأموال، مما يترك المستخدمين الساخطين في كثير من الأحيان يتهمون الوسطاء بالسلوك البطيء أو غير المشروع ؛ لا تتحسن الثقة بين الجمهور والشركات المصرفية عندما يتم الكشف عن المؤسسات المالية الكبرى للاستفادة الصارخة من قوتها غير المتماثلة، مثل فضيحة احتيال حساب ويلز فارجو [الإنجليزية] عام 2016.

## طرق الدفع عبر الإنترنت
تشكل البطاقات الائتمانية طريقة شائعة للدفع عبر الإنترنت، لكن قد تكون ذات تكلفة عالية على التاجر ليقبل استقبال المدفوعات بها بسبب رسوم المعاملات في المقام الأول. تشكل بطاقات السحب الآلي بديلاً ممتازًا مع أمان مشابه ولكن عادةً ما تكون رسومه أقل تكلفة. إلى جانب المدفوعات المستندة إلى البطاقات، ظهرت طرق دفع بديلة وأحيانًا تقوم بدور رائد في السوق. تلعب محافظ مثل باي بال وأليباي أدوارًا رئيسية في النظام البيئي لطرق الدفع.
تعد مُعالجات الدفع عبر البيتكوين بديلاً أرخص لقبول المدفوعات عبر الإنترنت والتي توفر أيضًا حماية أفضل من الاحتيال. { فوائد قبول البيتكوين | مقال بتاريخ = أبريل 2019}} 

### المدفوعات المصرفية
هذا نظام لا يتضمن أي نوع من البطاقات المادية. يتم استخدامه من قبل العملاء الذين لديهم حسابات ممكّنة مع الخدمات المصرفية عبر الإنترنت . بدلاً من إدخال تفاصيل البطاقة على موقع المشتري، في هذا النظام، تسمح بوابة الدفع لأحدهم بتحديد البنك الذي يرغبون في الدفع منه. ثم يتم إعادة توجيه المستخدم إلى موقع البنك، حيث يمكنه المصادقة بنفسه ثم الموافقة على الدفع. عادة سيكون هناك أيضا شكل من أشكال المصادقة الثنائية . تسمح بعض الخدمات، مثل Trustly و Smartpay ، للتجار بتضمين قالب خاص بهم على موقع الويب الخاص بهم بحيث يمكن للمستهلكين الدفع دون إعادة توجيههم بعيداً عن الموقع الأصلي.
عادةً ما يُنظر إليه على أنه أكثر أمانًا من استخدام بطاقات الائتمان، حيث يصعب على المتسللين الحصول على بيانات اعتماد تسجيل الدخول مقارنة بأرقام بطاقات الائتمان. بالنسبة للعديد من تجار التجارة الإلكترونية، فإن تقديم خيار للعملاء للدفع نقدًا في حسابهم المصرفي يقلل من التخلي عن سلة التسوق لأنه يتيح طريقة دفع لإكمال المعاملة بدون بطاقات ائتمان.

### باي بال
باي بال هي شركة عالمية للتجارة الإلكترونية تسمح بعمليات الدفع وتحويل الأموال عبر الإنترنت. تعتبر التحويلات المالية عبر الإنترنت بمثابة بدائل إلكترونية للدفع بالطرق الورقية التقليدية، مثل الشيكات والطلبات المالية. وباي بال يخضع لقوانين قائمة العقوبات الاقتصادية الأمريكية والقواعد والتدخلات الأخرى التي تتطلبها قوانين الولايات المتحدة أو الحكومة. باي بال هي شركة مستحوذ عليها، وهي عبارة عن معالج لمعاملات المدفوعات للبائعين عبر الإنترنت، ومواقع المزاد، والمستخدمين التجاريين الآخرين، وهي تفرض رسومًا عليها. قد تفرض أيضًا رسومًا لاستلام الأموال بما يتناسب مع المبلغ المُستلم. تعتمد الرسوم على العملة المستخدمة وخيار الدفع المستخدم وبلد المًرسل وبلد المًستلم والمبلغ المرسل ونوع حساب المستلم. بالإضافة إلى ذلك، قد تتكبد مشتريات إيباي التي تتم عن طريق بطاقة الائتمان من خلال باي بال رسومًا إضافية إذا استخدم البائع والمشتري عملات مختلفة. في 3 أكتوبر 2002 ، أصبحت باي بال شركة تابعة مملوكة بالكامل لشركة إيباي . يقع مقر الشركة الرئيسي في سان خوسيه، كاليفورنيا، الولايات المتحدة الأمريكية في حرم المكتب الفضائي نورث فيرست ستريت التابع لموقع إيباي. وللشركة أيضًا عمليات مهمة في أوماها وسكوتسديل وشارلوت وأوستن في الولايات المتحدة ؛ وتشيناي في الهند ودبلن في أيرلندا وبرلين في ألمانيا وتل أبيب في إسرائيل. من يوليو 2007 ، عملت باي بال عبر الاتحاد الأوروبي كبنك في لوكسمبورغ.

### PayKun
PayKun هو حل دفع رقمي آمن يتيح إجراء المعاملات عبر الإنترنت بطريقة سهلة وسلسة. وهو يوفر مجموعة داخلية سهلة وخالية من المتاعب دون الحاجة لأي تعامل مع العمل الورقي. تتوافر العديد من خيارات الدفع لقبول الأموال عبر الإنترنت ونقلها.
PayKun هي شركة مقرها الهند تحترم القانون وتتيح أيضًا لأي شركة أن تمتثل للقوانين والسياسات الهندية. يمكن دمج بوابة الدفع PayKun على المواقع الإلكترونية مع مجموعة التكامل ذات الصلة و SDKs. ولكن لا يتطلب وجود موقع على شبكة الإنترنت لتلقي المدفوعات.
تسمح لك روابط الدفع الخاصة به بتلقي المدفوعات بهذه الطريقة ؛ يمكن استخدامه كزر دفع مضمن في المدونات ومنصات التواصل الاجتماعي الأخرى.

### MovoCash
MovoCash هي شركة مدفوعات رقمية تقدم تطبيق محفظة إلكترونية متعدد المزايا. يُمكّن MovoCoin العملاء من إجراء عملية شراء لمرة واحدة باستخدام رقم بطاقة رقمية. MovoChain هي خدمة قائمة على الويب تتيح لحاملي بيتكوين وبيتكوين كاش تحويل عملات مشفرة إلى حساب مسبق الدفع. حسابات MovoCash مؤمنة من قبل FDIC في الولايات المتحدة.

### محفظة قوقل
تم إطلاق محفظة قوقل في عام 2011 ، وهي تقدم وظيفة مماثلة لـ باي بال لتسهيل المدفوعات وتحويل الأموال عبر الإنترنت. كما أنه يتميز بأمان لم يتم كسره حتى الآن، ولديه القدرة على إرسال المدفوعات كمرفقات عبر البريد الإلكتروني.

### محافظ النقود المحمولة
في البلدان النامية، لا يستطيع الكثير من الناس الوصول إلى التسهيلات المصرفية، وخاصة في مدن المستوى الثاني والثالث. على سبيل المثال، الهند، يوجد عدد أكبر من مستخدمي الهواتف المحمولة مقارنة بأشخاص لديهم حسابات بنكية نشطة. بدأ مشغلو الاتصالات، في مثل هذه المواقع، في تقديم محافظ نقود محمولة تتيح إضافة الأموال بسهولة من خلال رقم الاشتراك الحالي في الهواتف المحمولة، وذلك عن طريق زيارة مكاتب إعادة الشحن القريبة من منازلهم ومكاتبهم وتحويل أموالهم إلى عملة في محفظة محمولة. وهذا يمكنهم من استخدامها للمعاملات عبر الإنترنت ومشتريات التجارة الإلكترونية. يتم قبول العديد من خيارات الدفع مثل خدمة زاد في صوماليلاند (الدولة المستقلة في شمال الصومال) ، و Airtel Money و M-Pesa في كينيا وتنزانيا، كخيارات دفع بديلة على مختلف مواقع التجارة الإلكترونية.

### سترايب
يدعم سترايب أكثر من مائة عملة ويوفر عدة طرق للدفع عبر الإنترنت. فوق أنها تدعم عن بطاقات الخصم والائتمان ، سترايب أيضا تدعم
آبل باي و اندرويد باي و بيتكوين و (أمريكان إكسبريس Checkout).
في عام 2015 ، أضافت سترايب أحد منتجات Relay التي تتيح للمطورين إنشاء زر شراء في تطبيقات الطرف الثالث مثل فيسبوك وبنترست وتويتر . أيضا، فقط سترايب من تسمح للمستخدمين لتلقي الدفع عبر أليباي .

### آخرى
Archive.is يستخدم ليبرا باي لقبول التبرعات